# Mosquée El Charbati

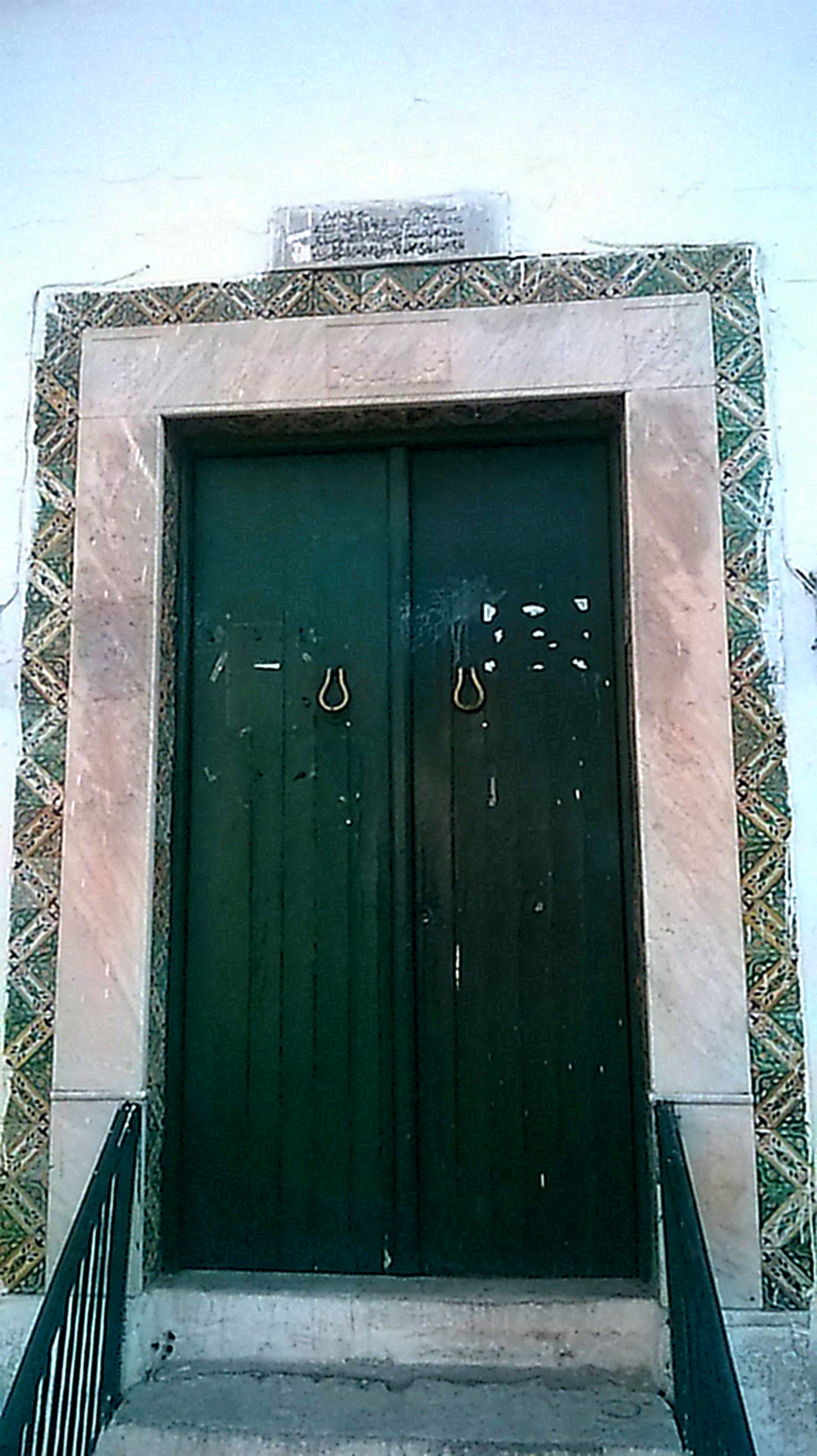
Porte d'entrée de la mosquée

La mosquée El Charbati (arabe : مسجد الشربات) est une mosquée tunisienne située dans le quartier d'El Hajjamine rattaché au faubourg de Bab El Jazira, au sud de la médina de Tunis.
Elle avait été connue par la récitation du Sahih al-Bukhari chaque dimanche.

## Localisation

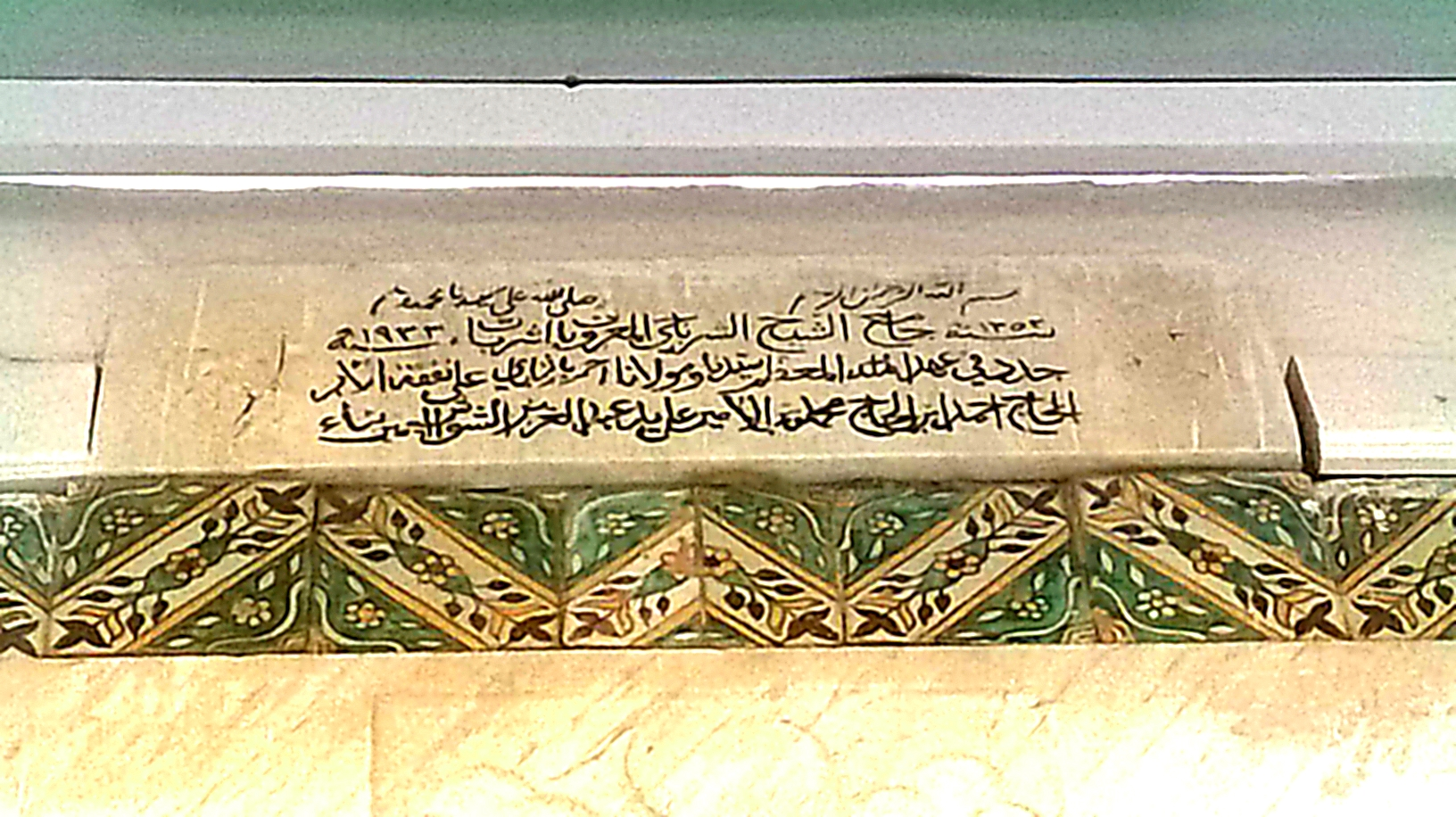
Plaque commémorative de la mosquée

Elle se trouve sur la rue El Hajjamine, près de Bab Jedid, l'une des portes de la médina.

## Étymologie
Elle tire son nom de son fondateur, le cheikh El Charbagi (arabe : الشيخ الشرباجي) ou El Charbati (arabe : الشيخ الشرباتي), comme indiqué sur la plaque commémorative.

## Histoire

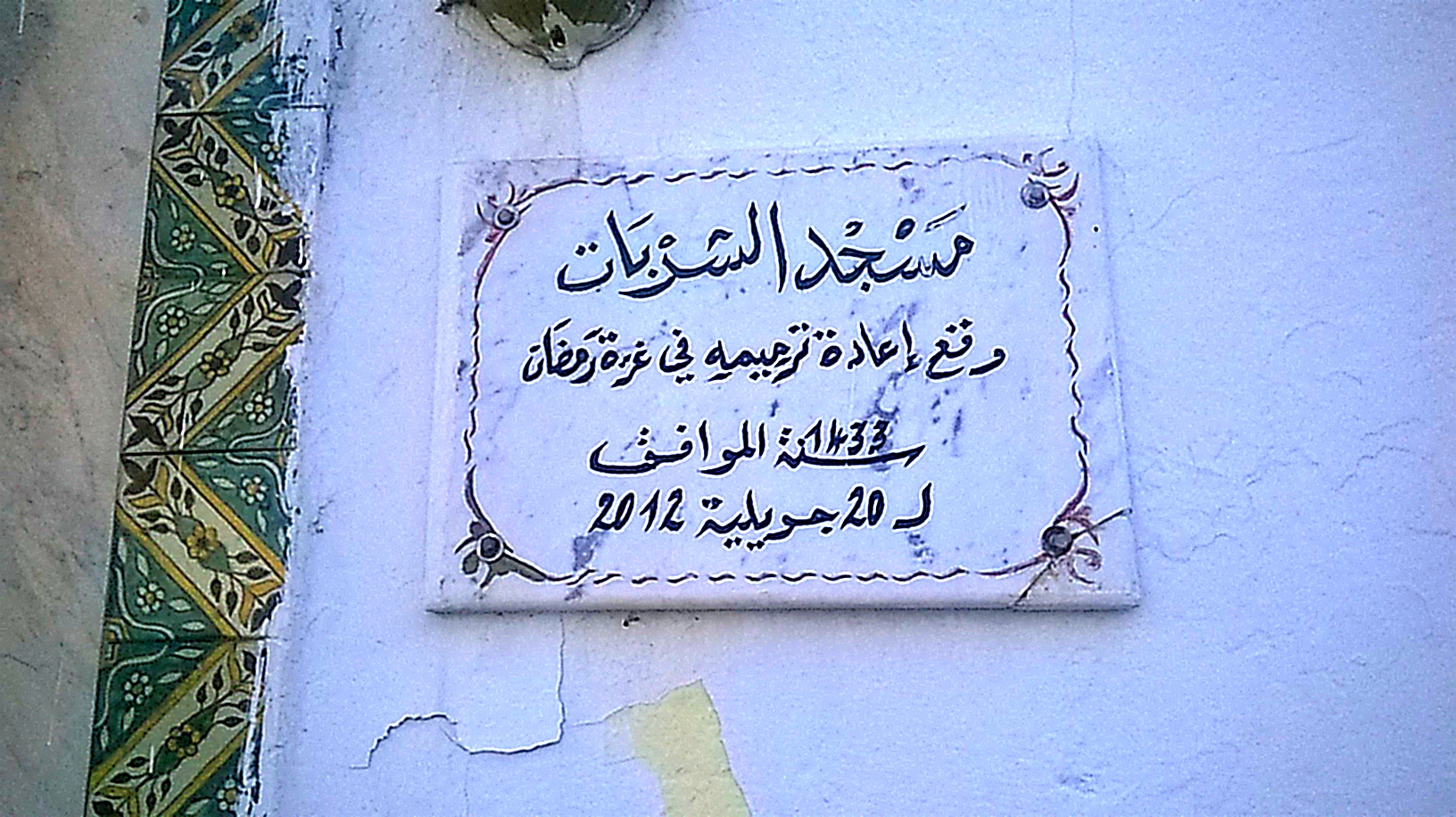
Plaque en marbre indiquant la date de la deuxième restauration

Elle est construite en 1933 (1352 de l'hégire), sous le règne des Husseinites, puis restaurée sur ordre d'Ahmed II Bey et grâce à la subvention d'Ahmed Ben Haj Mohammed (arabe : الحاج أحمد ابن الحاج محمد), comme indiqué sur la plaque commémorative.
Une deuxième restauration est achevée le 20 juillet 2012 (début du mois de ramadan de l'année 1344 de l'hégire).